# Чинио сам чуда
Чинио сам чуда је други студијски албум певача Ипчета Ахмедовског. Албум је издат 1990. године на касети. Пратеће вокале на албуму су певали Новица Урошевић, Јашар Ахмедовски, Злата Петровић и Гоца Божиновска.

## Песме
На албуму се налазе следеће песме:

## Информације о албуму
- Музика на песмама: Новица Урошевић

- Текстови на песмама: 4, 5, 7 Раде Стокић; 1, 2, 6, 8 Јасмина Урошевић; 3 Новица Урошевић

- Аранжмани на песмама: Новица Николић и Новица Урошевић